# Jurij Starodub
Jurij Petrowycz Starodub (ukr. Юрій Петрович Стародуб, ur. 20 marca 1953 w Chabarowsku – ukraiński matematyk i fizyk, profesor.

## Życiorys

### Nauka
Urodził się 20 marca 1953 roku w Chabarowsku. Szkołę ukończył we Lwowie. W latach 1970–1975 studiował na kierunku fizyki na Uniwersytecie Lwowskim (tytuł pracy dyplomowej Rozpowszechnienie fal akustycznych w ośrodkach niejednorodnych). W latach 1978–1982 był aspirantem w Instytucie Problemów Stosowanych Mechaniki i Matematyki Akademii Nauk Ukraińskiej SRR. Doktorat pisał w latach 1992-1996.

### Praca zawodowa
Pracował jako inżynier (1975–1978), młodszy pracownik naukowy (1978-1986), naukowy współpracownik (1986-1988), a następnie starszy pracownik naukowy w IPSMM ANU (1988-1991). W latach 1991–2001 był starszym współpracownikiem naukowym Instytutu Geofizyki im.S.I.Subbotina (IGF); w latach 2002-2004 - główny naukowy współpracownik IGF. W latach 2004–2010 był kierownikiem Wydziału Metodyki i Technologii Badań Geofizycznych, "NaukaNaftoHaz" (Naukowo-Badawczy Instytut Naftowego i Gazowego Przemysłu, Narodowa akcyjna firma Naftohaz Ukrainy). Od 2010 roku jest kierownikiem Wydziału Ochrony Ludności i Modelowania Komputerowego Procesów Środowiskowo-Geofizycznych na Lwowskim Uniwersytecie Państwowym.
Jako docent w latach 1985-1987 prowadził wykłady na Uniwersytecie Lwowskim (tematyka: programowanie komputerowe, bazy danych). W latach 1994–1998 jako docent Katedry Matematyki Stosowanej Ukraińskiej Akademii Drukarstwa zajmował się tematyką komputerowych metod programowania i zasad grafiki komputerowej. W latach 2005–2007 jako profesor prowadził wykłady z zakresu geologicznych interpretacji danych geofizycznych oraz metod geofizycznych poszukiwania złóż gazu ziemnego i ropy naftowej, a także geofizyki ekologicznej. W latach 2008–2009 jako profesor wykładał na Katedrze Geodezji i Geoinformatyki Lwowskiego Narodowego Uniwersytetu Agrarnego przedmiot matematyczna obróbka pomiarów geodezyjnych. Od 2010 roku jest profesorem Wydziału Ochrony Ludności i Modelowania Komputerowego Procesów Środowiskowo-Geofizycznych na Uniwersytecie Państwowym we Lwowie.
W latach 1992–2007 wypromował do tytułu doktora trzech aspirantów. Od 2007 roku jest kierownikiem aspirantury.
W latach 1994, 2001 i 2003 pracował w Instytucie Meteorologii i Geofizyki w Wiedniu; w latach 1996 i 1999 - w Instytucie Geofizyki Polskiej Akademii Nauk w Warszawie; w roku 1998 - w Instytucie Inżynierii Trzęsień Ziemi i Sejsmologii Inżynieryjnej w Skopje; w 2000 roku – w Instytucie Geologii na Uniwersytecie Jagiellońskim w Krakowie.

## Nagrody i wyróżnienia
- 2007 – tytuł "Wybitni naukowcy 21 stulecia" ("Outstanding scientists of the 21st Century – 2004"), przyznawany w Cambridge
- 2007 – Międzynarodowy medal poszanowania Międzynarodowego biograficznego centrum, Wielka Brytania
- 2008 – Złoty medal dla Ukrainy Amerykańskiego Instytutu Biograficznego.